# Mackenzie Bowell
Sir Mackenzie Bowell KCMG PC (Rickinghall, 27 de dezembro de 1823 – Belleville, 10 de dezembro de 1917) foi um editor de jornal canadense e político, que serviu como o quinto Primeiro-ministro do Canadá de 1894-1896.

## Vida
Bowell nasceu em Rickinghall, Suffolk, Inglaterra. Ele e sua família se mudaram para Belleville, Ontário, em 1832. Sua mãe morreu dois anos após sua chegada. No início da adolescência, Bowell foi aprendiz da gráfica do jornal local, o Belleville Intelligencer, e cerca de 15 anos depois, tornou-se seu proprietário e proprietário.
Em 1867. após a Confederação, foi eleito para a Câmara dos Comuns pelo Partido Conservador. Bowell entrou para o gabinete em 1878 e serviria sob três primeiros-ministros: John A. Macdonald, John Abbott e John Thompson. Ele serviu como Ministro das Alfândegas (1878-1892), Ministro da Milícia e Defesa (1892) e Ministro do Comércio e Comércio (1892-1894). Bowell manteve sua cadeira na Câmara dos Comuns continuamente por 25 anos, durante um período de governo do Partido Liberal na década de 1870. Em 1892, Bowell foi nomeado para o Senado. Ele se tornou Líder do Governo no Senado no ano seguinte.
Em dezembro de 1894, o primeiro-ministro Thompson morreu inesperadamente no cargo, com apenas 49 anos. O conde de Aberdeen, governador-geral do Canadá, nomeou Bowell para substituir Thompson como primeiro-ministro, devido ao seu status de membro do gabinete mais antigo. O principal problema do mandato de Bowell como primeiro-ministro foi a Manitoba Schools Question. Suas tentativas de compromisso alienaram membros de seu próprio partido e, após uma revolta do gabinete no início de 1896, ele foi forçado a renunciar em favor de Charles Tupper. Bowell permaneceu como senador até sua morte, aos 93 anos, mas nunca mais ocupou um cargo ministerial; ele serviu continuamente como parlamentar canadense por 50 anos.